# Bagropsis reinhardti
Bagropsis reinhardti  es una especie de pez actinopeterigio de agua dulce, la única del género monotípico Bagropsis de la familia de los pimelódidos.

## Morfología
Cuerpo típico de bagre, con una longitud máxima descrita de 22,7 cm.

## Distribución y hábitat
Se distribuye por ríos y lagos de América del Sur, en la cuenca del río Das Velhas, un afluente del río San Francisco (Brasil). Son peces de agua dulce tropical, de hábitat de tipo demersal.